# Iglesia de San Andrés (Córdoba)
La iglesia de San Andrés es una de las denominadas iglesias fernandinas de Córdoba (España). El templo fue fundado en el siglo XIII y sufrió numerosas reformas en los siglos XIV y XV. El 17 de abril de 1985 fue declarada Bien de Interés Cultural con la categoría de Monumento.

## Historia
Las primeras referencias a la iglesia de San Andrés datan de 1246, una década tras la conquista cristiana de la ciudad, cuando se encontraba en proceso de construcción, mientras que en 1277 se tiene constancia de la ocupación de la misma por seis clérigos. Fue construida sobre los restos de la antigua basílica de San Zoilo, anexa a la célebre Vía Augusta que conectaba las principales ciudades de la Bética romana.
Una de las principales modificaciones que transformaron la iglesia primigenia ocurrió a finales del siglo XVI, cuando Hernán Ruiz II construyó el nuevo campanario siguiendo el modelo de la iglesia de San Lorenzo, también realizado por el arquitecto en 1555. Asimismo, se realizó la fachada principal del templo de 1489 con arco de medio puntos y motivos góticos.
Aunque, sin duda, el mayor de los cambios se dio durante los primeros años del siglo XVIII, cuando la antigua iglesia medieval se convirtió en el crucero de la nueva iglesia y su orientación cambió de este-oeste a norte-sur, encargándose del proyecto los maestros mayores del obispado de Córdoba, Juan y Luis de Aguilar, bajo órdenes del obispo Marcelino Siuri y concluyendo en 1755. La fachada renacentista fue tapiada desde esta restauración hasta 1928, cuando se descubrió y puede observarse actualmente desde la calle Fernán Pérez de Oliva.

## Descripción
Siguen conservándose los dos tramos que preceden al ábside principal de la antigua edificación, lo que supone una ruptura respecto al resto de iglesias fernandinas, que cuentan con un único tramo. Tanto el ábside como los tramos que le preceden estaban cubiertos por unas bóvedas de tracería góticas, bóvedas que fueron tapadas en el siglo XVIII por bóvedas de arista, quedando hoy de las primitivas únicamente la que cubre el antiguo sagrario. En ese lugar se coloca un bello retablo renacentista.
Lo más destacado del conjunto es la portada original de 1489 situado en un lateral de la iglesia, la torre renacentista y el altar mayor, obra esta última del escultor barroco Pedro Duque Cornejo. Asimismo cuenta con un importante patrimonio pictórico con obras de la escuela de Céspedes, Antonio Monroy, Antonio del Castillo, etc.
A ella pertenecen las hermandades de La Esperanza y El Buen Suceso.